# Hypo-Meeting 2012
Hypo-Meeting 2012 – mityng lekkoatletyczny w konkurencjach wielobojowych rozegrany 26 i 27 maja w Götzis w Austrii. Zawody były trzecią odsłoną cyklu IAAF World Combined Events Challenge w sezonie 2012.

## Rezultaty
| Konkurencja:           | 1. miejsce      | Rezultat     | 2. miejsce         | Rezultat  | 3. miejsce         | Rezultat  |
| Dziesięciobój mężczyzn | Hans Van Alphen | 8519 pkt. WL | Eelco Sintnicolaas | 8506 pkt. | Pascal Behrenbruch | 8433 pkt. |
| Siedmiobój kobiet      | Jessica Ennis   | 6906 pkt. WL | Tatjana Czernowa   | 6774 pkt. | Ludmyła Josypenko  | 6501 pkt. |

## Rekordy
Podczas mityngu ustanowiono 4 krajowe rekordy w kategorii seniorów:
| Zawodnik           | Reprezentacja   | Konkurencja   | Rezultat  |
| ------------------ | --------------- | ------------- | --------- |
| Hans Van Alphen    | Belgia          | dziesięciobój | 8519 pkt. |
| Eelco Sintnicolaas | Holandia        | dziesięciobój | 8506 pkt. |
| Jessica Ennis      | Wielka Brytania | siedmiobój    | 6906 pkt. |
| Ivona Dadic        | Austria         | siedmiobój    | 5959 pkt. |